# العميانة (الباب)
العميانة أو كورهيوك كما تعرف محليّاً، قرية سوريّة تتبع إداريّاً لمحافظة حلب منطقة الباب ناحية عريمة، بلغ تعداد سكانها 518 نسمة حسب التعداد السكاني لعام 2004.